# Manouria
Manouria – rodzaj żółwi z rodziny żółwi lądowych (Testudinidae).

## Zasięg występowania
Rodzaj obejmuje gatunki występujące w Azji (Chińska Republika Ludowa, Indie, Bangladesz, Mjanma, Laos, Wietnam, Kambodża, Tajlandia, Malezja i Indonezja).

## Systematyka

### Etymologia
- Manouria: etymologia nieznana, J.E. Gray nie wyjaśnił pochodzenia nazwy rodzajowej[2].
- Teleopus: gr. τελεος teleos „doskonały”[7]; πους pous, ποδος podos „stopa”[8]. Gatunek typowy: Teleopus luxatus Le Conte, 1854 (= Testudo emys Schlegel & Müller, 1844).
- Scapia: etymologia nieznana, J.E. Gray nie wyjaśnił pochodzenia nazwy rodzajowej[4]. Gatunek typowy: Testudo falconeri J.E. Gray, 1869 (= Testudo emys Schlegel & Müller, 1844).

### Podział systematyczny
Do rodzaju należą następujące gatunki: 
- Manouria emys (Schlegel & Müller, 1844) – żółw brunatny
- Manouria impressa (Günther, 1882)

oraz gatunki wymarłe:
- Manouria punjabiensis (Lydekker, 1889) – wymarły gatunek znany ze skamieniałości odkrytych w Indiach (Siwalik)
- Manouria oyamai Takahashi, Otsuka & Hirayama, 2003 – wymarły gatunek znany ze skamieniałości odkrytych w Japonii (archipelag Riukiu)